# Venini
Venini foi uma banda de britânica formada no final de 1998. A banda começou com o guitarrista Russel Senior depois da saída de Pulp também contou com Debbie Lime (vocal), Nick Eastwood (baixo), Rob Barton (bateria) tambem com a ajuda de Danny Hunt (teclado).